# 武蔵艦
武蔵艦（むさしかん）は、軍務官直轄（日本政府、日本海軍所有）の軍艦。
艦名は武蔵国による。

## 概要
武蔵艦は米国でポータクセット級蒸気カッターの6番艦「キワニー (USRC Kewanee) として建造された。ポータクセット級は南北戦争中に税関監視艇局（現在の沿岸警備隊）のカッター（哨戒艦）として6隻が建造されたが、戦争中は船団の護衛と哨戒に従事していた。後に6隻中3隻が日本に売却されている。

## 艦歴
1863年9月23日、アメリカで、税関監視船「キワニー (USRC Kewanee) 」として、ジョン・A・ロボ (John A. Robb) 造船所で進水、1864年6月に竣工。1867年7月10日、売却される。
明治元年9月18日（1868年11月2日）、「富士山」「武蔵丸」「飛龍丸」の3隻で脱走した「咸臨丸」を清水港で拿捕したと記録が残る。
ただし購入前であり同一艦か不明な部分がある。
明治元年11月（1868年12月から翌年1月）、明治政府が購入して「武蔵艦」と命名した。明治2年2月22日（1869年4月3日）、東京湾品川沖に停泊中、失火によって炎上した。
明治3年（1870年）秋、船体を大蔵省に移管され、10月10日（1870年11月3日）引渡予定の記録が残る。
明治4年（1871年）、修復が完成し商船として売却された。

## 艦長
- 谷村昌武
- 中島四郎：明治2年[5]

## 同型艦
- 高雄丸（第二回天）
- 河内丸